# 805 هـ
805 هـ هي سنة في التقويم الهجري امتدت مقابلةً في التقويم الميلادي بين سنتي 1402 و1403.

## وفيات
- بايزيد الأول
- سراج الدين البلقيني